# Bener (Kuta Panjang)
Bener is een bestuurslaag in het regentschap Gayo Lues van de provincie Atjeh, Indonesië. Bener telt 577 inwoners (volkstelling 2010).